# Franz Geyling
Franz Geyling (né le 16 juin 1803 à Vienne, mort le 3 mai 1875 à Steyr) est un peintre autrichien.

## Œuvres
Il est essentiellement connu pour ses travaux de restauration :
- Église Sainte-Anne de Vienne : fresques de Daniel Gran.
- Fresques de l'église des Dominicains de Vienne en 1836.
- Décorations baroques de l'abbaye de Sankt Pölten.
- Fresques du plafond de la chapelle du château de Raabs an der Thaya.